# Alekos Alavanos

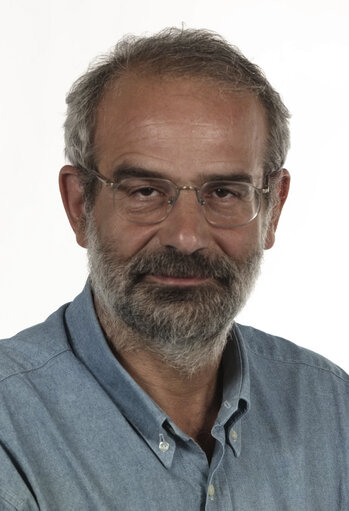
Alekos Alavanos

Alexandros „Alekos“ Alavanos (griechisch Αλέκος Αλαβάνος, * 22. Mai 1950 in Athen) ist ein linksgerichteter griechischer Politiker.

## Leben
Alavanos studierte Wirtschaftswissenschaften. Von 1981 bis 2004 war er Abgeordneter im Europäischen Parlament. 2004 wurde er Abgeordneter im Griechischen Parlament. Von 2004 bis 2008 war er als Nachfolger von Nikos Konstantopoulos Parteivorsitzender der griechischen Partei Synaspismos und ab 2007 Präsident des Bündnisses SYRIZA. Ihm folgte Alexis Tsipras. 
2011 verließ Alavanos die Partei Synaspismos und wurde Mitgründer der linken Partei Front der Solidarität und des Wechsels. 
Alavanos kritisiert den Kurs von Syriza, der zwar die Austeritätspolitik zur Bewältigung der Finanz- und Wirtschaftskrise bekämpft, jedoch für ein Verbleiben Griechenlands im Euro eintritt. Im April 2013 rief er die neue Partei Schedio B („Plan B“) ins Leben. Die neue Partei will sich auf diejenigen Griechen stützen, die für einen Austritt ihres Landes aus der Euro-Zone plädieren. Schedio B führt in einem 10-Punkte-Plan aus, der Austritt aus der Eurozone und die Rückkehr zu einer nationalen Währung sei zur Rettung des Landes und zum Wiederaufbau der Wirtschaft und eines Wohlfahrtsstaates unabdingbar. Der Gründungskongress des Schedio B fand am 18. und 19. Mai 2013 statt.
Alavanos ist mit Ekaterini Charalambaki verheiratet und hat zwei Kinder.